# Меркурий-Атлас-6
«Меркурий-Атлас-6» — полёт американского пилотируемого космического корабля «Меркурий» в рамках одноимённой космической программы; первый орбитальный космический полёт, совершённый американским астронавтом, и третий пилотируемый орбитальный полёт в мире. Корабль пилотировал Джон Гленн.

## Цель полёта
Первый орбитальный космический полёт, совершённый гражданином США. Первое приземление человека в кабине космического корабля после орбитального полёта. Программа полёта выполнена.
Из-за ошибочных показаний датчика было решено не производить отстрел отработавших тормозных двигателей.

## Название корабля
Перед стартом первого пилотируемого космического корабля НАСА, «Меркурий-Редстоун-3», его пилот Алан Шепард дал своему кораблю имя — Freedom 7 («Свобода 7»), которое стало позывным при радиосвязи. Остальные астронавты проекта «Меркурий» также стали давать своим кораблям имена, добавляя в конце число 7 в знак солидарности со своими коллегами из «Первой семёрки».
| Корабль               | Астронавт           | Имя            |
| «Меркурий-Редстоун-3» | Алан Шепард         | Freedom 7      |
| «Меркурий-Редстоун-4» | Вирджил Гриссом     | Liberty Bell 7 |
| «Меркурий-Атлас-6»    | Джон Гленн          | Friendship 7   |
| «Меркурий-Атлас-7»    | Малькольм Карпентер | Aurora 7       |
| «Меркурий-Атлас-8»    | Уолтер Ширра        | Sigma 7        |
| «Меркурий-Атлас-9»    | Гордон Купер        | Faith 7        |

## Подготовка

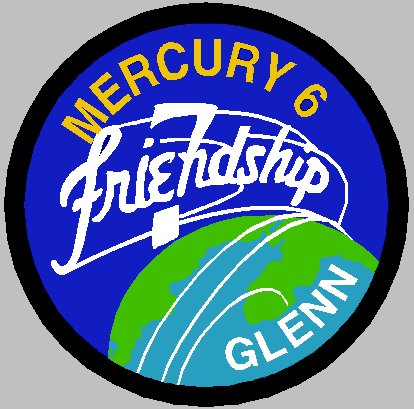
Эмблема полёта

После успешного завершения в конце ноября 1961 года полёта «Меркурий-Атлас-5» с шимпанзе Эносом на борту, в начале декабря прошла пресс-конференция, на которой Роберт Джилрат из НАСА назвал астронавтов для следующих двух миссий «Меркурий». Главным кандидатом для первой орбитальной миссии «Меркурий-Атлас-6» был выбран Джон Гленн, его дублёром — Малколм Карпентер. Дональд Слейтон и Уолтер Ширра были дублёром и резервным пилотом для второй орбитальной миссии — «Меркурий-Атлас-7».
Ракета-носитель для «Меркурий-Атлас-6», «Атлас № 109-D», была доставлена на мыс Канаверал вечером 30 ноября 1961 года. НАСА хотело успеть запустить «Меркурий-6» в 1961 году (надеясь запустить астронавта в тот же календарный год, что и СССР), но к началу декабря стало ясно, что аппаратные средства миссии не будут готовы к запуску до начала 1962 года.

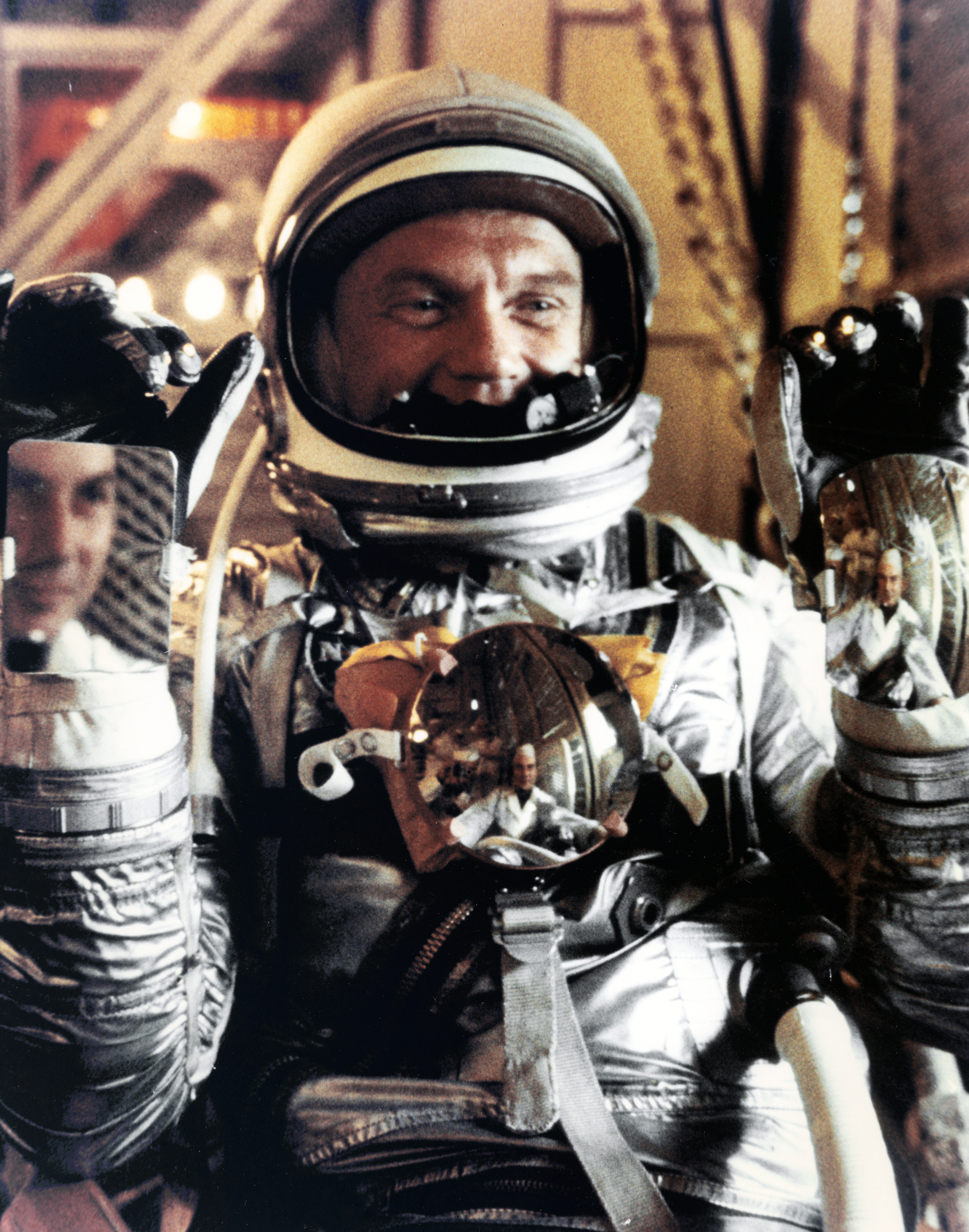
Джон Гленн на тренировке

Космический корабль «Меркурий» № 13 был изготовлен фирмой McDonnell на сборочной линии в Сент-Луисе, штат Миссури, в мае 1960 года; она была выбрана для производства шести кораблей «Меркурий», которые были доставлены на мыс Канаверал с октября 1960 года по 27 августа 1961 года.
Космические корабли «Меркурий» № 13 и ракета-носитель «Атлас № 109-D» собирались на стартовой площадке № 14 2 января 1962 года.
Поскольку воздействие орбитального космического полёта на человека было заранее не известно, на корабле имелась бортовая аптечка, в которую входили морфий для облегчения боли, сульфат мефентермина для снятия симптомов шока, гидрохлорид бензиламина от морской болезни и стимулятор — рацемический сульфат амфетамина. На время ожидания поисковой группы после приводнения имелся также «комплект выживания А», в который входили опреснитель морской воды, маркер для создания окрашенного пятна на воде, устройство подачи сигнала бедствия, сигнальное зеркало, свисток, аптечка, средство для отпугивания акул, плот PK-2, запас продуктов и приёмопередающая радиостанция.

## Полёт

### Отсрочки

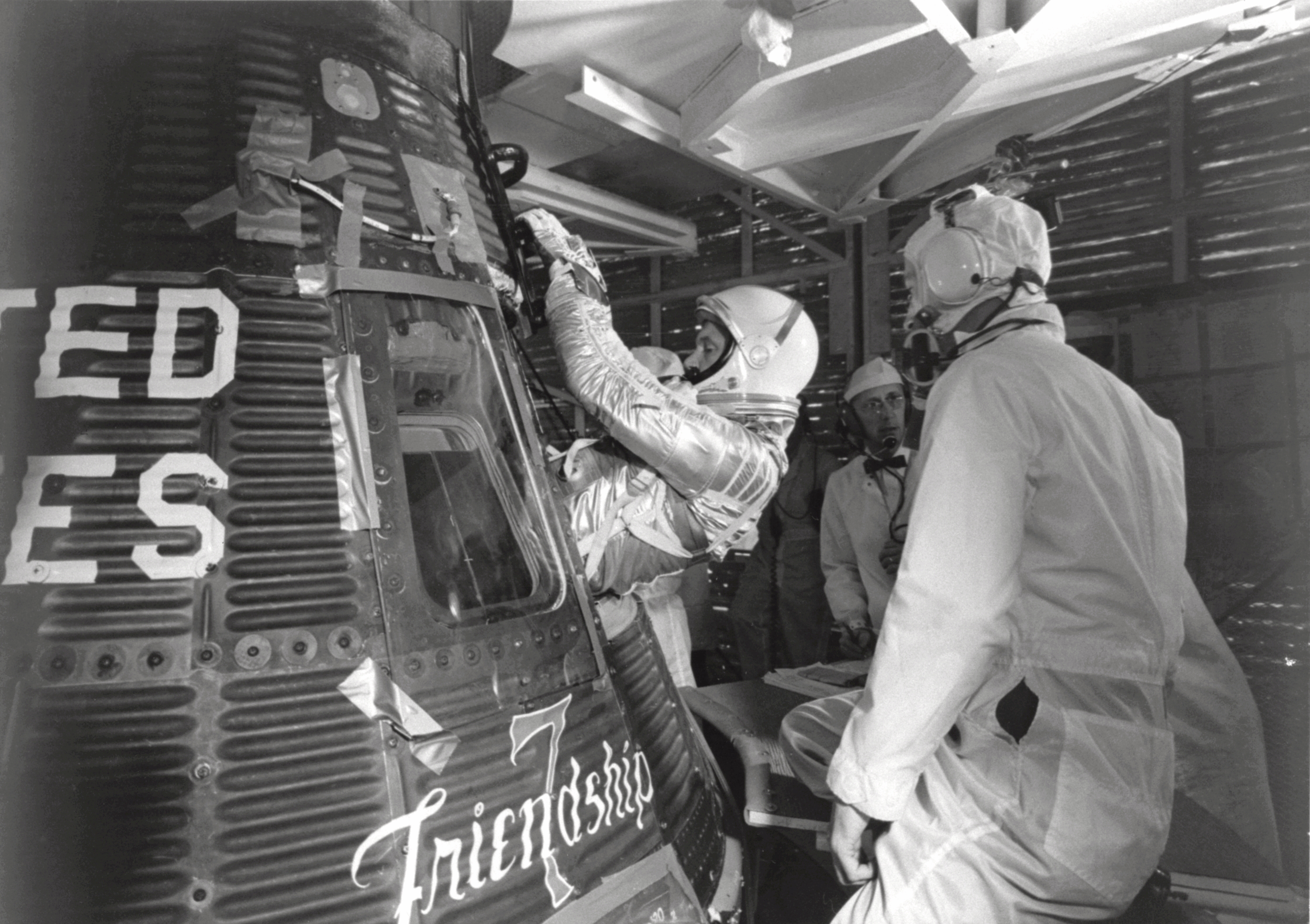
Астронавт Джон Гленн на борту космического корабля «Friendship 7»

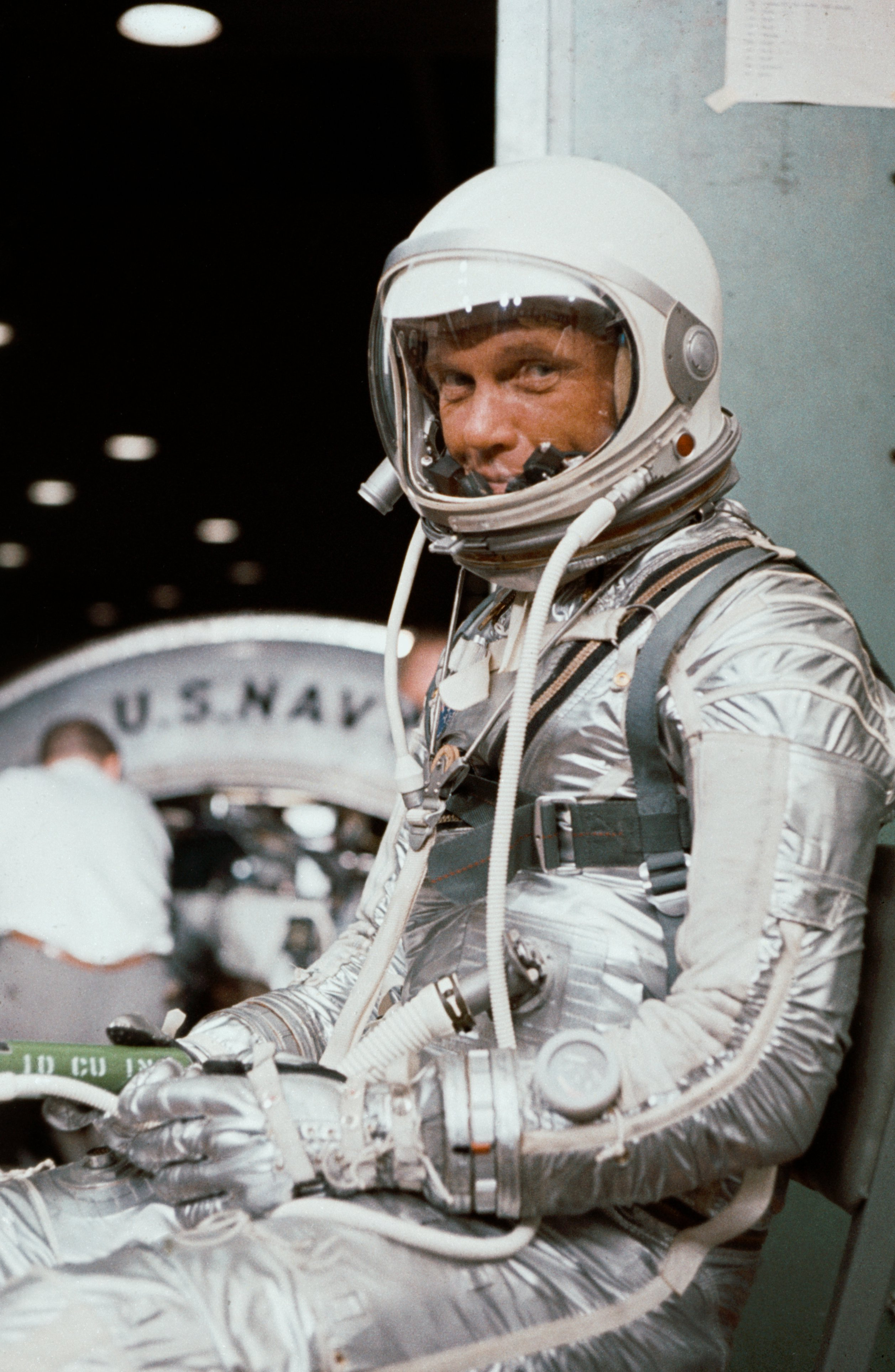
Джон Гленн перед стартом

Запуск, изначально назначенный на 16 января 1962 года, был перенесён на 23 января из-за проблем с топливными баками ракеты «Атлас», а затем несколько раз откладывался из-за ненастной погоды. 27 января 1962 года Джон Гленн разместился на борту «Меркурия-6» и уже был готов к старту, но за 29 минут до старта было вновь принято решение отложить запуск, поскольку из-за пасмурной погоды не обеспечивалась требуемая освещённость для кино- и фотосъёмки. Новой датой старта было названо 1 февраля 1962 года. 30 января при осмотре ракеты техническим персоналом была обнаружена утечка топлива через изоляцию между резервуарами с топливом и окислителем, что привело к двухнедельной задержке проведения ремонтных работ. 14 февраля запуск был снова отложен из-за погоды. Наконец 19 февраля погода начала меняться; 20 февраля казалось благоприятным для запуска днём.

### Старт

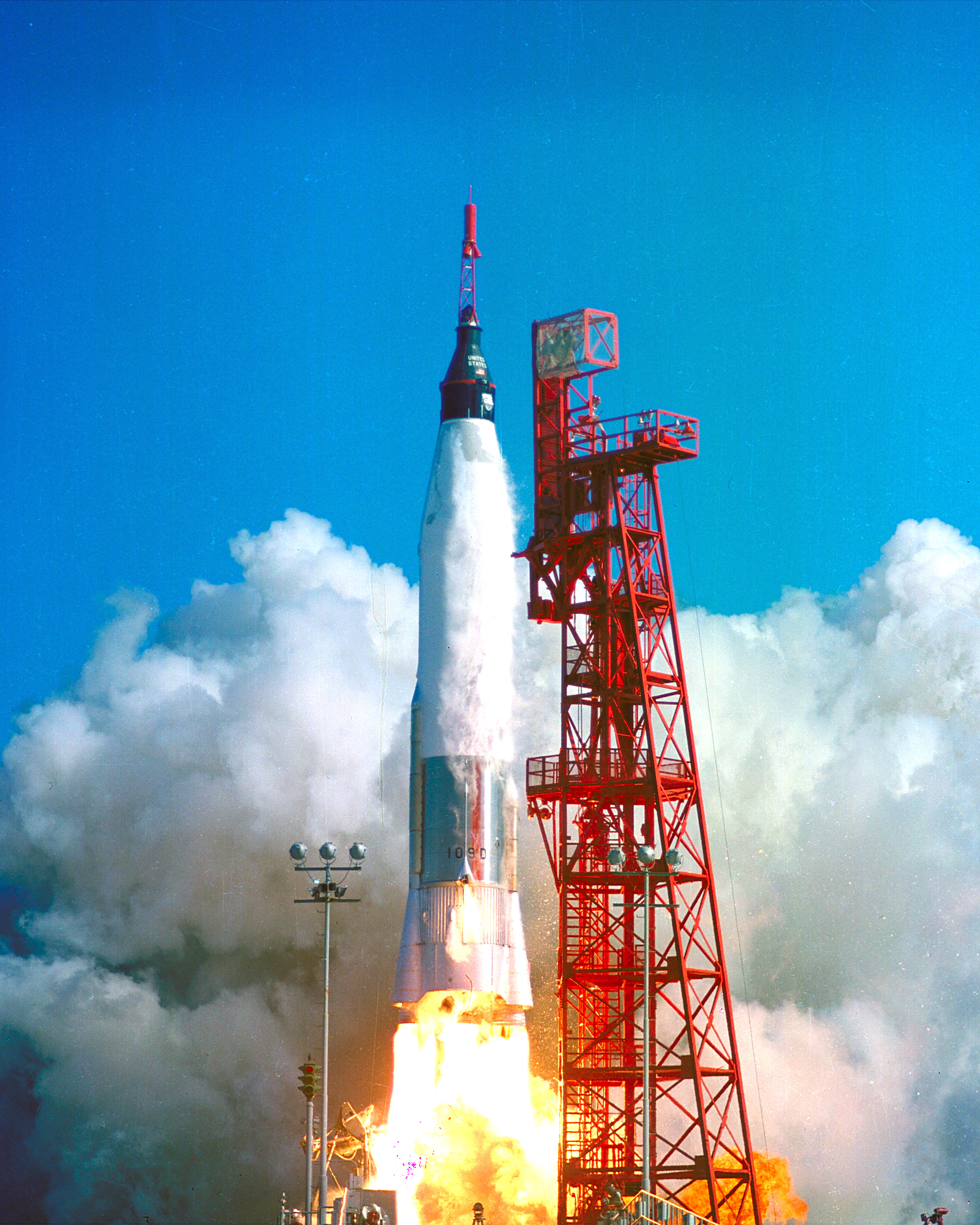
Стартует «Меркурий-Атлас-6»

Джон Гленн разместился в космическом корабле «Меркурий-Атлас-6» 20 февраля 1962 года в 11:03 UTC. Люк был закрыт в 12:10 UTC. Большинство из 70 болтов были закручены и тут обнаружился сломанный болт. Это вызвало 42-минутную задержку, за это время все болты были откручены и проверены, дефектный болт был заменён, и люк был повторно установлен на место. Предстартовый отсчёт был возобновлён в 11:25 UTC. Ферма отошла в 13:20 UTC. В 13:58 UTC опять была объявлена отсрочка на 25 минут, ремонтировали топливный клапан бака жидкого кислорода.
В 14:47 UTC, после 2 часов 17 минут задержек старта, когда Джон Гленн провёл в корабле уже 3 часа 44 минуты, инженер Т. Дж. О’Мэлли нажал кнопку на наблюдательном пункте — космическому кораблю был дан старт. В момент старта частота пульса Гленна поднялась до 110 ударов в минуту.
Спустя тридцать секунд после старта Гленн сообщил, что «Сейчас — немного ухабистое место». Вскоре тряска прекратилась. Через 2 минуты 14 секунд после запуска отработавшие двигатели ракеты-носителя отстреливаются и уходят вниз. В 2 минуты 24 секунды штатно отстрелилась башенка системы аварийного спасения (САС).
После отстрела башни, Атлас и космический корабль продолжали подъём. Гленн взглянул на горизонт: он описал увиденное как «прекрасный вид на восток через Атлантику». Вибрация увеличилась, поскольку топливо заканчивалось и двигатели работали с перебоями. Ракета-носитель отработала полностью и тут выяснилось, что «Атлас» разогнал капсулу до скорости, лишь на 7 футов в секунду (2 м/с) меньше расчётной.
В 14:52 UTC, МА-6 был на орбите. Гленн предположил, что «Атлас» вывел корабль на траекторию, с которой он сойдёт через 7 витков. Тем временем компьютеры в Центре космических полётов имени Годдарда в Мэриленде просчитали, что корабль на такой низкой орбите продержится почти 100 витков.

### Первый виток
Когда капсула отделилась от отработавшей ракеты-носителя, запустились ускорители, этот второй этап ускорения начался с опозданием на 2,5 секунды и это вызвало существенное отклонение от траектории. Автоматическая система управления выдала команду на дополнительный импульс длительностью 38 секунд, и вывела «Меркурий» на расчётную орбиту. Манёвр на орбите сжёг 2,4 кг топлива из 27,4 кг.
- 16,3 кг для автоматического и
- 11,1 кг для ручного управления

Космический корабль летел по орбите со скоростью 7843 м/с.
«Меркурий» начал полёт по своей первой орбите, началась проверка всех систем. Корабль пересёк Атлантику и летел над Канарскими островами. Диспетчеры сообщили, что все системы работают нормально.
Наблюдая за береговой линией Африки, городом Кано в Нигерии, Гленн сообщил специалистам на станцию слежения, что видит песчаную бурю. Со станции слежения в Кано сообщили, что буря продолжается целую неделю.
Над Кано Гленн взял управление космическим кораблём на себя и стал заниматься корректировкой траектории. Он позволил космическому кораблю совершить манёвр по компенсации отклонения от курса, пока не вышел на расчётную орбиту. Гленн заметил, что данные по ориентации не соответствуют тому, что он наблюдал. Даже столкнувшись с неправильной работой приборов, он был рад своей первой проблеме на орбите.
Над Индийским океаном Гленн наблюдал свой первый закат на орбите. Он описал момент сумерек как «красивое». Он сказал, что небо в космосе очень чёрное, с тонкой полосой синего цвета вдоль горизонта. А закат прошёл быстро, но не так быстро, как он ожидал: в течение пяти или шести минут было медленное уменьшение интенсивности солнечного света. Бриллиантово-оранжевые и синие над солнцем облака постепенно сужались к горизонту. Облака мешали ему наблюдать зарево (заката?) над Индийским океаном и увидеть корабль слежения — это был один из экспериментов по проверке зрения.
Продолжая полёт над ночной стороной Земли, Гленн приближался к берегу Австралии, оценил погоду и сделал значительные наблюдения. Он не мог увидеть тусклого лёгкого свечения — явления, известного как зодиакальный свет: у его глаз было недостаточно времени, чтобы приспособиться к темноте.
Космический корабль вошёл в зону ответственности станции слежения в городе Muchea, западная Австралия и на связь вышел Гордон Купер. Сеанс был непродолжительным; Гленн сообщил, что чувствует себя прекрасно и не имел никаких проблем, а также, что видит очень яркую иллюминацию на Земле, видимо какой-то город. Купер предположил, что это огни Перта и его города-спутника Рокингема. Это, видимо, было правильно: много людей в Перте включили всё освещение, чтобы стать видимым Гленну, когда он будет пролетать над ними. «Это был очень короткий день» — сказал он взволнованно Куперу. «Это был самый короткий день, с которым я когда-либо сталкивался.»

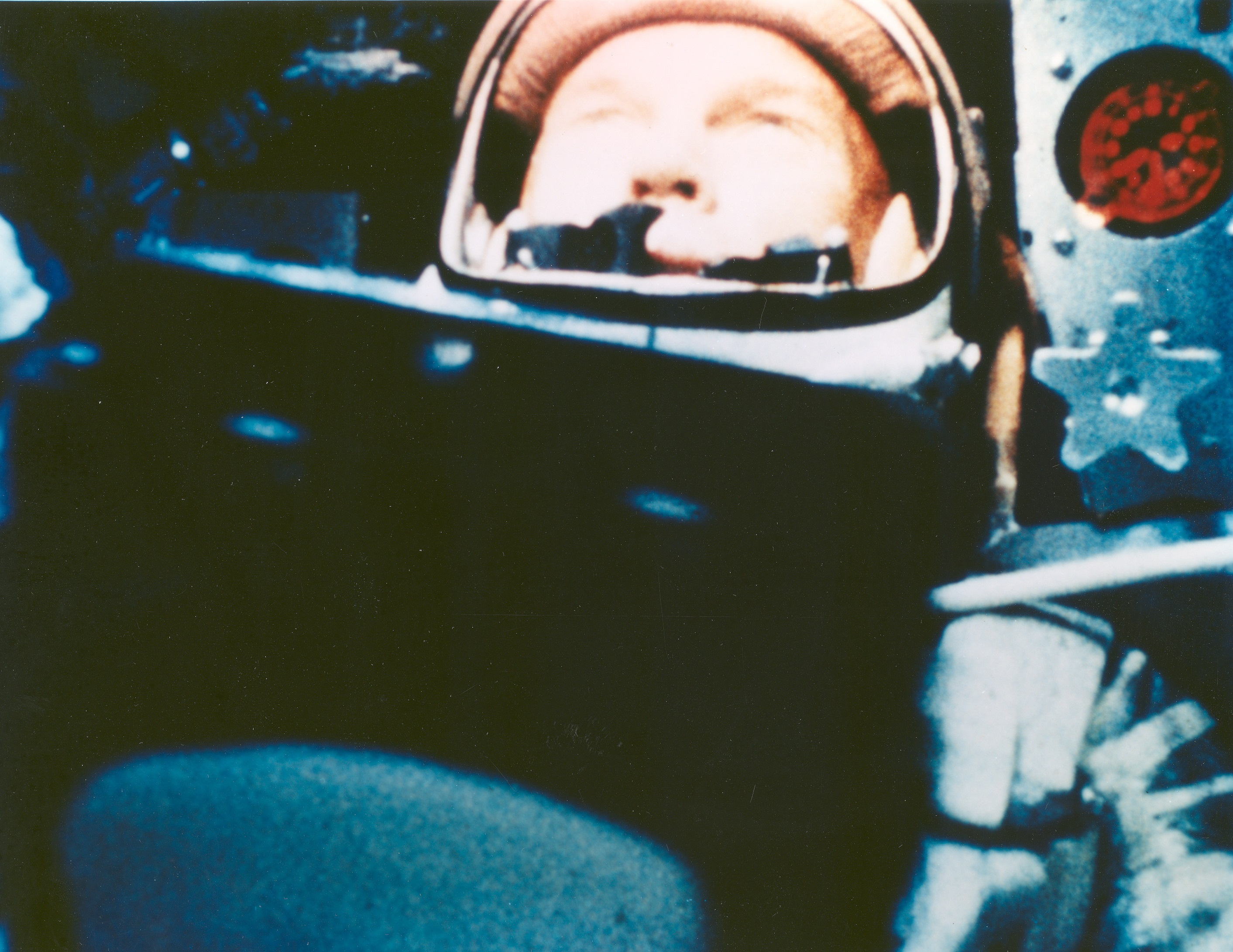
Джон Гленн в космосе

Космический корабль пролетел Австралию и через Тихий океан — к острову Кантона. Гленн провёл короткую 45-минутную ночь и подготовил перископ к тому, чтобы наблюдать его первый восход солнца на орбите. Солнце поднялось над островом, он увидел тысячи «небольших пятнышек, блестящих пятнышек, плавающих с внешней стороны капсулы»: ему на мгновение показалось, что космический корабль падает в звёздную бездну. Наличие окна космического корабля быстро устранило иллюзию. Гленн был уверен, что «светлячки», так он их назвал, набегали на его космический корабль. Они перемещались медленно, и явно не являлись утечкой из какой-либо системы космического корабля, и исчезли, как только «Меркурий» переместился в более яркий солнечный свет. Позже было определено, что это были, вероятно, маленькие ледяные кристаллы, отделившиеся от бортовых систем космического корабля.

Я нахожусь среди большого количества очень мелких частиц, они испускают свет как будто они люминесцентные. Я никогда не видел ничего подобного. Они находятся недалеко от капсулы и похожи на небольшие звёзды, было ощущение, что их количество увеличивается. Они циркулируют вокруг капсулы и проплывают перед окном, и все они блестящие.

Джон Гленн стукнул по стенке корабля и увидел как «светлячки» отделяются от внешней стороны капсулы; так делал и Алан Шепард.
Когда космический корабль пролетал над станцией слежения на Кауаи (Гавайи), Гленн отметил большие помехи в ВЧ-диапазоне. Когда он пересёк Тихоокеанское побережье Северной Америки, станция слежения в Гуаймасе (Мексика) передала ему сообщение из ЦУПа «Меркурий» во Флориде, что сильное отклонение от курса привело к проблеме контроля. Гленн позже вспомнил, что эта проблема «состояла в том, чтобы отслеживать меня в оставшейся части полёта.»
Гленн заметил проблему в управлении, когда автоматическая система ориентации и система управления позволили космическому кораблю дрейфовать приблизительно полтора градуса в секунду вправо. Гленн переключил контроль на ручной режим управления и привёл корабль к правильной ориентации. Он попробовал различные режимы управления, чтобы понять, как использовать наименьшее количество топлива для поддержания ориентации и ручное управление использовало наименьшее количество топлива.
Приблизительно через двадцать минут датчик отклонения курса сработал снова и Гленн переключил систему в автоматический режим управления. В течение короткого времени всё было нормально, но затем датчик отклонения курса опять сработал: теперь отклонение было в противоположную сторону. Тогда астронавт снова переключился на ручную систему и управлял космическим кораблём в таком режиме, пока не закончилось топливо.

### Второй виток
В начале своего второго витка Меркурий-Атлас-6 пролетал над мысом Канаверал, вдруг диспетчер полёта заметил, что «Сегмент 51» — данные с датчика, относящегося к системе посадки космического корабля, выдал странное сообщение: щит абляционной защиты и мешок мягкой посадки не были в штатном положении. Если это имело место, этот щит высокотемпературной защиты мог не удерживаться ремнями на корабле. ЦУП «Меркурия» приказал, чтобы все станции слежения постоянно контролировали «Сегмент 51» и посоветовал Гленну, у которого, возможно, развернулся мешок мягкой посадки, поставить выключатель в положение «нет».
Астронавт не сразу узнал о проблеме, но он забеспокоился, когда следующая станция слежения попросила, чтобы он удостоверился, что тумблер развертывания мешка мягкой посадки выключен. Тем временем корабль пересекал Атлантику во второй раз. Гленн был занят сохранением правильной ориентации вручную, а также попытками выполнить столько задач из плана полёта, сколько он сможет.
Пролетая над Канарскими островами, Гленн заметил, что «светлячки» вне космического корабля не были похожи на струю газа от самолёта. Температура в его скафандре стала слишком высокой, но он не стал тратить время на её изменение. Станции слежения в Кано (Нигерия) и на территории Занзибара внезапно заметили, что израсходовано 12 процентов от общего объёма кислорода.
Во время его второго пролёта над Индийским океаном астронавт увидел, что место, где находилось судно слежения, было закрыто плотной облачностью. Станция слежения планировала выпустить воздушные шары для экспериментального наблюдения с орбиты, но вместо этого с судна стреляли осветительными ракетами, когда корабль пролетал над ними. Гленн видел вспышки молний в области урагана, но не видел вспышек от ракетниц.

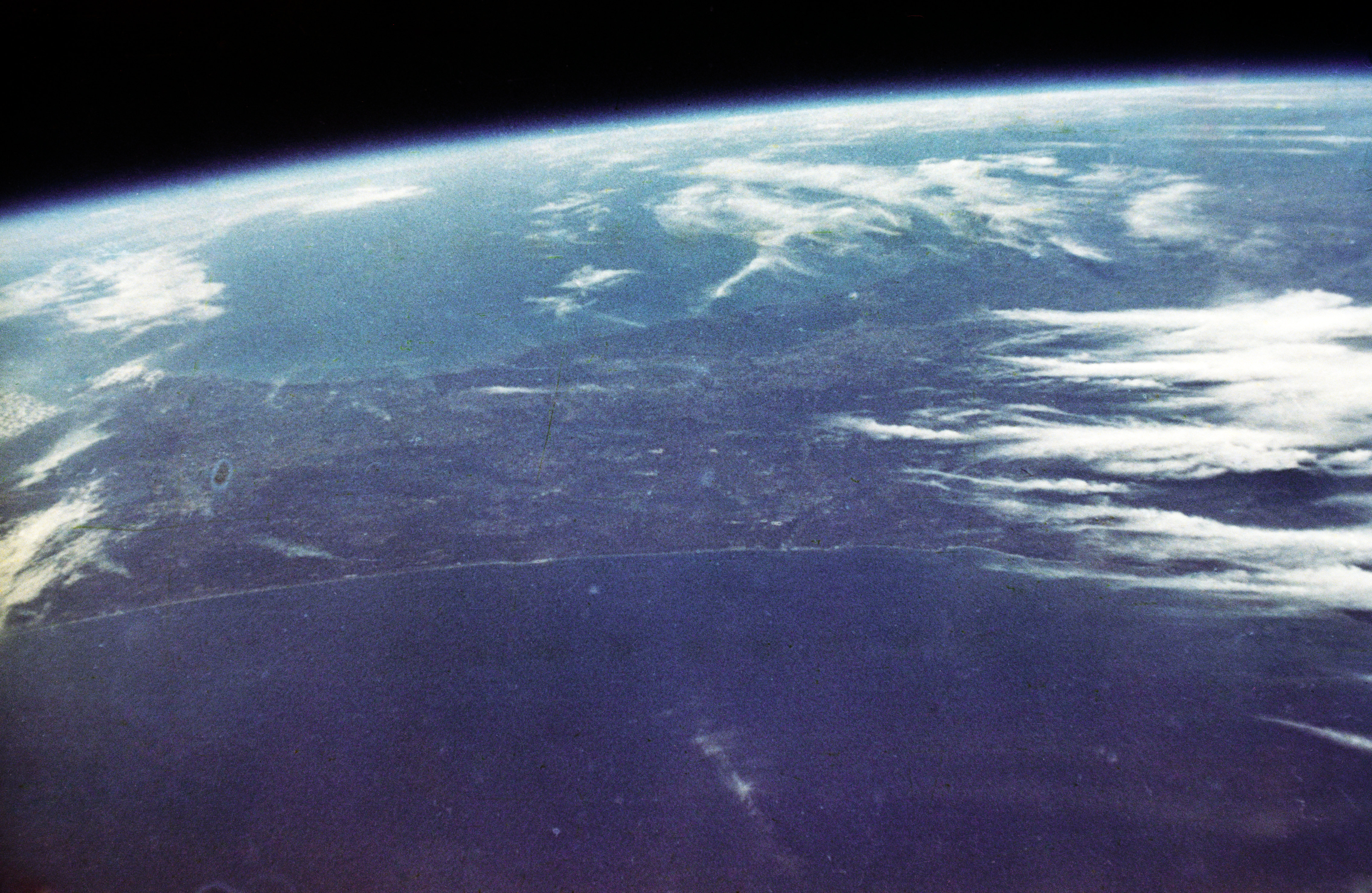
Фото сделал астронавт Джон Гленн

Температура в скафандре продолжала расти. Это началось, когда он пролетал над Канарскими островами, в начале второго витка. Пересекая Индийский океан, он попытался отрегулировать температуру в скафандре. Когда он приблизился к Уомеру (Австралия), световой индикатор сообщил об излишней влажности капсулы. Для остальной части полёта Гленн должен был тщательно отрегулировать температуру в скафандре, выпускаемый воздух поднимал влажность каюты.
Джон Гленн продолжал полёт. Когда он пролетал над Австралией, другой световой индикатор засветился, указывая, что остаток топлива для системы автоматического управления составляет 62 %. ЦУП «Меркурия» рекомендовал Гленну позволить космическому кораблю вращаться, чтобы сохранить топливо.
Больше во втором витке у астронавта проблем не было. Гленн продолжал вручную управлять ориентацией космического корабля, не позволяя ему слишком сильно отклоняться от нужного положения. При этом он тратил больше топлива, чем автоматическая система: расход топлива к концу второй орбиты составил 2,7 кг из резервуара автоматики и 5,4 кг из резервуара ручного управления. Это составляло почти 30 % от всего запаса топлива.

### Третий виток
Когда на третьем витке «Меркурий» пролетал над Индийским океаном, судно слежения не пыталось проводить эксперименты для наблюдения с орбиты, поскольку облачный покров был всё ещё слишком плотным. Когда космический корабль пролетал над Австралией в третий раз, Гленн шутил с Купером, который находился на станции слежения Muchea, Австралия. Гленн попросил, чтобы Купер уведомил генерала Шоупа, командира Корпуса морской пехоты, что три витка должны соответствовать минимальному ежемесячному требованию часов налёта — четырём часам. Он также попросил его быть свидетелем при получении оплаты этих часов налёта.

### Спуск
Во время полёта Гленна ЦУП «Меркурия» контролировал проблему с «Сегментом 51». Гавайская станция слежения попросила Гленна поставить клавишу мешка мягкой посадки в положение «автомат». Если бы клавиша загорелась, то возвращение возможно, пиропакет сохранён. Учитывая более ранние вопросы о выключателе мешка мягкой посадки, Гленн понял, что возможна проблема с болтающимся теплозащитным экраном. Тест провели, но лампочка не зажглась. Гленн также сообщил, что во время манёвров космического корабля не было никаких шумов или хлопков.
ЦУП «Меркурия» всё ещё не выбрал план действий для этой ситуации. Некоторые специалисты предполагали, что пакет тормозных двигателей должен быть сброшен после повторного разгона(запуска?), в то время как другие специалисты думали, что двигатели следует оставить и это было бы дополнительной гарантией, что и тепловой щит останется на месте.
Руководитель полёта Крис Крафт и директор миссии Уолтер К. Уильямс приняли решение не отстреливать тормозные двигатели во время возвращения. Уолтер Ширра, находясь в калифорнийской станции слежения в пункте Arguello, передал инструкции Гленну: двигатели оставить на месте, пока космический корабль не долетит до станции слежения в Техасе.
(После того как миссия была закончена, проблема «Сегмента 51» свелась к проблеме светового индикатора — оказалось, что был дефект переключателя датчика, что означало, что тепловой щит и мешок мягкой посадки фактически были в рабочем состоянии и возвращение было безопасным).
Гленн теперь готовился к возвращению. Нештатный сигнал от замков теплового щита означал, что астронавт должен будет сложить перископ вручную. Он должен был дождаться ускорения 0,05 G и нажать сломанный переключатель.
Прошло 4 часа 33 минуты с начала полёта, «МА-6» приближался к калифорнийскому побережью. Космический корабль был сориентирован для торможения и двигатель выдал первый импульс. Гленн радировал — «Мальчик чувствует, что я на полпути к Гавайям». Второе и затем третье включение произошло с пятисекундными интервалами. Положение космического корабля во время торможения было устойчивым. Спустя 6 минут после торможения Гленн повернул космический корабль на 14 градусов — угол входа в атмосферу.
«Меркурий-6» снижался, пролетая над континентальными Соединенными Штатами, приближаясь к точке приводнения в Атлантике. Станция слежения в Техасе приказала Гленну сохранять тормозные двигатели, пока акселерометр не покажет 14,7 м/с².
Когда Гленн пролетел мыс Канаверал, он сообщил, что управляет космическим кораблём вручную и будет использовать дистанционный способ[что?] в качестве запасного варианта.
ЦУП «Меркурия» сообщил о перегрузке 0,49 м/с², и астронавт нажал сломанную кнопку. Гленн сразу же услышал шумы, которые походили «на мелочь, катящуюся по капсуле», «Снаружи — настоящая шаровая молния». Полоса-ремень тормозных двигателей отломилась не полностью и свободно болталась в потоке плазмы перед окном космического корабля. Система управления космического корабля работала хорошо, но остаток топлива для ручного управления составлял 15 %. Пик замедления скорости ещё не наступил.
Гленн переключился на автоматическое управление, чтобы использовать его резервуар, в этом баке оставалось больше топлива.
Наступил пиковый нагрев космического корабля при возвращении. Гленн позже рассказывал — «Я думал, что двигатели мягкой посадки отвалились, я видел, как какие-то куски оторвались и пролетели за окном». Он боялся, что это были куски его двигателей мягкой посадки, который мог развалиться. Это были тормозные двигатели схода с орбиты, которые сгорали в плазме и отваливались.
После прохождения пика перегрузок МА-6 начал раскачиваться. Астронавт не мог управлять капсулой вручную. Космический корабль отклонялся влево-вправо на 10 градусов от вертикали. «Я чувствовал себя подобно падающему листу», рассказывал он позже. Он активировал вспомогательную систему стабилизации, это уменьшило раскачивание. Топливо в резервуарах автоматики стало уменьшаться. Гленн задавался вопросом, сохранит ли космический корабль ориентацию, пока он не достиг нужной высоты для разворачивания тормозного парашюта.
Запасы топлива для автоматического управления закончились за 1 минуту и 51 секунду, а топливо ручного управления — за 51 секунду до развёртывания тормозного парашюта. Раскачивание возобновилось на высоте 10 км и Гленн решил выстрелить тормозной парашют вручную, чтобы вернуть стабильное положение кораблю. Непосредственно перед тем, как он поднёс палец к переключателю, вдруг сработала автоматика, раскрылся тормозной парашют, это произошло на высоте 8,5 км вместо запланированных 6,4 км. Положение космического корабля стабилизировалось и Гленн сообщил — «всё работает штатно».
На высоте 5 км открылся перископ и астронавт мог им воспользоваться. Гленн попытался посмотреть в верхнее окно, но оно было покрыто толстым слоем нагара и копоти, рассмотреть что-либо было сложно. Космический корабль продолжал спуск на парашютах. Выдвинулась антенна, вышел и полностью раскрылся главный парашют. ЦУП «Меркурия» напомнил Гленну о ручном включении и развёртывании мешка мягкой посадки. Он ткнул переключатель и загорелся подтверждающий зелёный свет. Можно было услышать «гулкий удар» при отстреле теплозащитного экрана, и хлопок от надувания мешка мягкой посадки под днищем, на расстоянии 1,2 м от воды.

## Приводнение

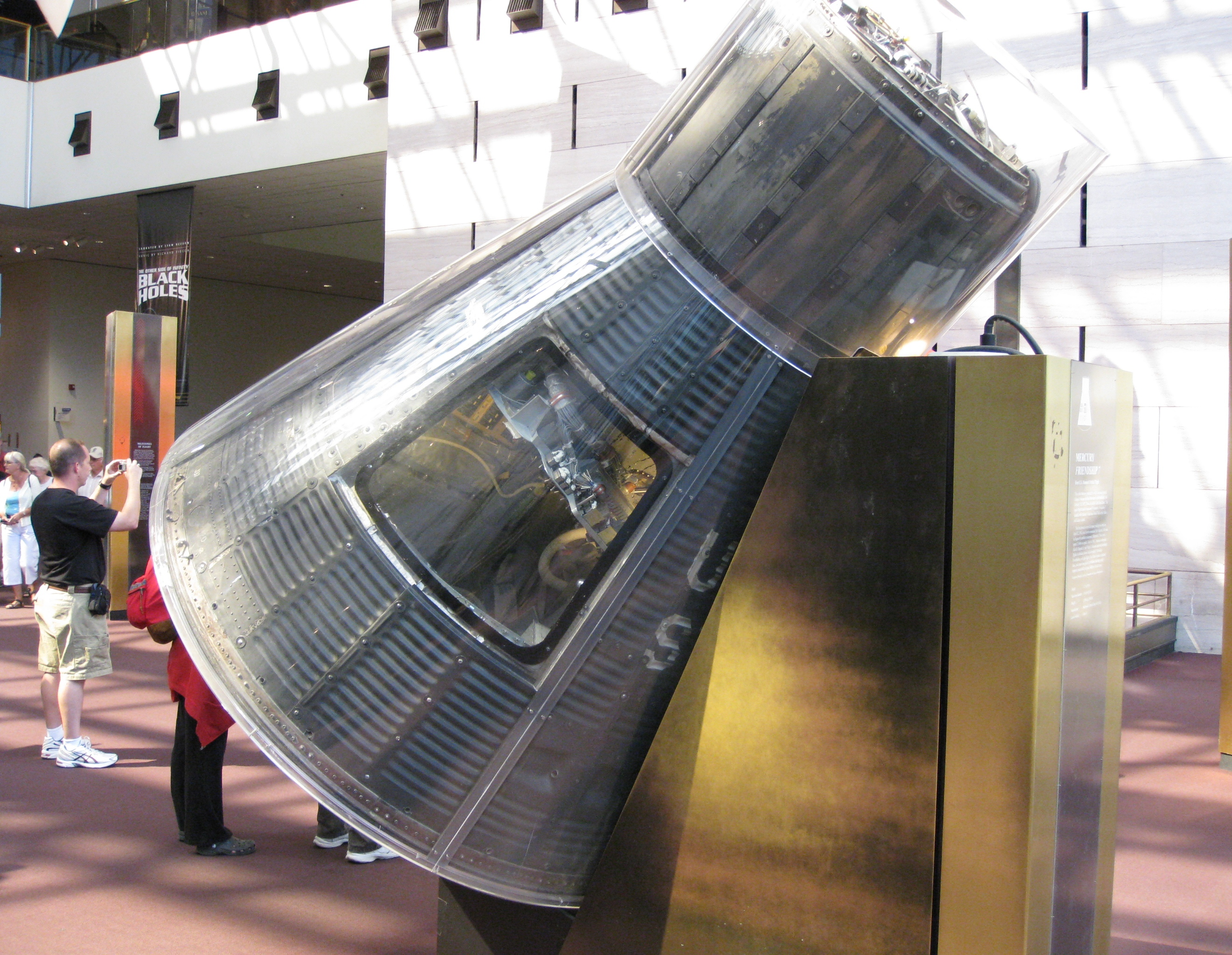
МА-6 экспонируется в Смитсоновском музее авиации и космонавтики, Вашингтон

Согласно диаграмме, напечатанной в публикации НАСА «Результаты Первого Пилотируемого Орбитального Космического полёта Соединенных Штатов», 20 февраля 1962 года космический корабль приводнился в Атлантическом океане в точке с координатами 21°20′ с. ш. 68°40′ з. д., в 60 км от запланированной точки посадки.
Расчёт длительности орбитального тормозного импульса не учёл уменьшение веса космического корабля из-за сброса с борта использованных предметов потребления. Военный корабль США — эсминец «Ноа» (USS Noa, позывной «Steelhead») засёк космический корабль, когда тот спускался на парашюте. Эсминец был приблизительно в 10 км и радировал Гленну, что скоро подойдёт к нему. «Ноа» подошёл к МА-6 через 17 минут.
Один член команды эсминца срезал антенну космического корабля, а другой член команды эсминца прикрепил трос, чтобы поднять «МА-6» на борт. При поднятии космический корабль стукнулся о борт эсминца. Как только «МА-6» оказался на палубе, Гленн намеревался вылезти через верхний люк, но он был измотан от сильной жары в космическом корабле и потому решил открыть боковой люк. Он попросил экипаж судна отойти и нажал кнопку открытия запора люка тыльной стороной руки. Плунжер запора отскочил, и немного порезал суставы астронавта сквозь перчатку. Люк соскочил с глухим ударом. Улыбающийся Джон Гленн вылез из капсулы и оказался на палубе «Ноа». Его первые слова были — «Жарко было там».
Астронавт и космический корабль перенесли полёт хорошо.

## В настоящее время
Космический корабль Меркурий № 13 — «Свобода 7» — в настоящее время экспонируется в Национальном музее авиации и космонавтики в Вашингтоне.
21 февраля 1962 года в районе одной из ферм около города Эливал-Норт, ЮАР, упал неизвестный металлический фрагмент. Этот предмет по выбитым заводским номерам был идентифицирован как один из шести ускорителей от ракеты-носителя Atlas D. Фрагмент упал на ферму приблизительно после восьми часов полёта по орбите. Он был сдан в полицию и передан НАСА, которое возвратило его как символ доброжелательности. Фрагмент сегодня демонстрируется в Музее наук в Претории.